# Чертовидово
Чертовидово — деревня в Островском районе Псковской области. Входит в состав Островской волости.
Расположена на правом (северном) берегу реки Стебня (правый приток Великой), в 15 км к югу от центра города Остров.
| 2001 | 2002 | 2010 | 2013 |
| ---- | ---- | ---- | ---- |
| 22   | ↘13  | ↘7   | →7   |

## История
Деревня до апреля 2015 года входила в состав ныне упразднённой Городищенской волости района.